# ART: Revista de les arts (1932-1934)
Art. Revista de les arts es una revista catalana, concretament de Lleida, relacionada amb l'art. Dins d'aquests revista es representaven diferents tipus d'arts: pintura, escultura, cinema, literatura, teatre, arquitectura, fotografia, dibuix, tipografia, publicitat i música. L'objectiu era aprofundir sobre aquestes arts modernes i explicar informació sobre elles des del punt de vista que hi havia a Catalunya.

## Naixement
Va ser fundada a Lleida l'any 1932 tot i que a partir del 1933 els exemplars es van nomenar amb el subtítol de “Revista Internacional de les Arts”.
Màrius Torres i Perenya va ser l'encarregat de produir una revista que estava dirigida per Enric Crous Vidal.
Cal destacar que en la presentació, els mateixos redactors l'anomenen la revista com "Anti-Art" ja que els articles sovint criticaven les arts tradicionals i introduïen els moviments modernistes provinents d'Europa. Malgrat el seu programa eclèctic, es posicionen en una actitud iconoclasta i combativa contra el provincianisme i la banalitat de la cultura oficial. La periodicitat de la publicació era mensual. L'impressor de la revista era la Impremta Coca, encara que també es van acabar publicant números restaurats en facsímil. Els exemplars comptaven amb nombroses il·lustracions gràfiques i reproduccions fotogràfiques i els textos eren generalment en català, però també hi ha alguns en castellà. El preu d'aquest contingut era de 6 pessetes a Espanya, 10 pessetes a l'estranger i el número solt una pesseta.

## Història
L'any que es funda la revista (1932), només es publica un sol número. Va caldre esperar fins al 1933 perquè la numeració tornés a començar amb la publicació de vuit números. Finalment, en el 1934 es publiquen els dos últims números per a acabar amb un total de 10, el darrer dels quals apareix amb la designació: 0. Cal destacar que en la primera edició hi ha cinc números de la revista Avant-Garde, que van pertànyer a un exemplar extremadament escàs i ricament il·lustrat. L'any 1934 i amb motiu dels dos últims números es van posar a la venda 50 col·leccions d'aquesta revista en l'edició blanca on contava amb tots els exemplars d'aquesta revista, sense anuncis, al preu de 25 pessetes. També, es van adquirir en cobertes especials compostes de tapes interiors, exteriors i dues de protectores, en un total de sis làmines pel preu de 5 pessetes.
El contingut de la revista anava relacionat amb el moviment universal de les arts modernes vist des de la Catalunya Occidental. Figuraven tant valors literaris com plàstics. Cada col·laborador representava un art diferent i per això recollien i seleccionaven dades sobre el tema que tractaven. Dins d'aquesta revista trobàvem informació sobre pintura, escultura, cinema, literatura, teatre, arquitectura, fotografia, dibuix, tipografia, publicitat i música. A cada exemplar de la revista es tractava una temàtica, dins d'aquesta hi havia seccions que solien aparèixer habitualment. En el cas de la literatura hi havia un apartat dedicat als "Poemes" i un altre dels apartats que englobava diferents temes va ser "Teatre, Cinema Sonor", a més que havien articles més especialitzats, segons el context, per part dels diferents col·laboradors. Aquestes seccions apareixien habitualment en les pàgines inicials ja que en les finals la més destacada va ser "Cock-tail" on apareixia una visió mes global dels temes tractes o d'aquell moment.

## Final
La publicació de l'últim número es va produir al gener del 1934. En aquest exemplar, el director Enric Crous Vidal escrivia en pàgines inicials una justificació i acusació personal fent balanç de la revista. Després d'aquest apartat, l'última temàtica tractada a la “Revista de les arts” va ser el "Quilometratge de la pintura contemporània". Per a finalitzar, el mateix Enric donava una petita entrada a un tema que estava preparant com la "Publicitat sintètica", una vella matèria estructurada amb noves concepcions i ciències i arts funcionals en les seves últimes agresolades expressions al servei d'aquesta publicitat. Un volum d'unes 500 pàgines mida foli contenint uns 300 gravats amb un preu de 75 pessetes.

## Relació de directors i col·laboradors
La revista estava dirigida per Enric Crous Vidal (1908-1987), que amb el temps esdevindrà un dels tipògrafs espanyols més reconeguts. En la revista mostra una especial preocupació pels aspectes visuals: jocs lletristes, utilització creativa de la fotografia, composicions gràfiques agosarades... A banda d'això, en la vessant visual, cal subratllar també el seu interès pels llenguatges o manifestacions com el cinema, la publicitat, la fotografia que són objecte d'una especial atenció.
En relació al productor de la revista destaquem a Aula Màrius Torres, un poeta espanyol de la llengua catalana. Amb el pas del temps es va crear en el seu nom la Càtedra Màrius Torres, una associació cultural sense ànim de lucre organitzada per membres del Grup de Recerca Aula Màrius Torres de la Universitat de Lleida, que tenia com a objectiu principal la preservació, promoció i estudi del patrimoni literal i cultural dels segles XIX i XX.
Segons el número de la revista i el tema que es tractava a nivell més específic en l'apartat de les pàgines interiors, participaven uns col·laboradors o uns altres, però sempre hi havia alguns més coneguts perquè sortien amb més freqüència.
Antoni Garcia i Lamolla era un pintor, escultor i dibuixant català. Durant la seva etapa artística va estar influenciat pel surrealisme.
José Viola Gamón, més conegut pel pseudònim de Manuel Viola, era poeta i pintor. Va participar en sis dels deu números que es van publicar amb poemes i diversos textos teòrics sobre art, música i ball.
Antoni Bonet i Castellana era un arquitecte, urbanista i dissenyador català. Junt Lamolla i Viola va formar part de l'equip redactor d'aquesta revista.
Cal destacar que tots aquests van estar inscrits al grup ADLAN (Amics De L'Art Nou), que es definia com “un grup d'amics obert a totes les noves inquietuds espirituals”. Va ser una agrupació creada a Barcelona el novembre del 1932.
Un altre influent va ser Leandre Cristòfol i Peralba, escultor autodidacta d'obres no figuratives, retrats i obres de temàtica religiosa en català que estava considerat com un dels pioners de l'escultura surrealista a Catalunya. Va estar vinculat al grup d'intel·lectuals agrupats a l'entorn d'aquesta revista.